# Bulbophyllum nigropurpureum
Bulbophyllum nigropurpureum är en orkidéart som beskrevs av Cedric Errol Carr. Bulbophyllum nigropurpureum ingår i släktet Bulbophyllum och familjen orkidéer. Inga underarter finns listade i Catalogue of Life.